# Abella Anderson
Abella Anderson (16 de maio de 1988) é uma ex-atriz pornográfica cubana-americana.

## Biografia
Amisaday Quesada, artisticamente conhecida como Abella Anderson nasceu em Cuba e desde muito cedo mudou-se para os Estados Unidos. Foi criada em Miami, Flórida.

## Carreira
Entrou no mundo da pornografia em 2007, aos 18 anos, e durante seu primeiro ano na indústria participou apenas de produções para a empresa Bang Bros. Participou da série Bangbus com o nome de Amy e depois com o nome de Anna em uma série dedicada a ela: Living With Anna, somente em 2010 utilizou a alcunha atual. é conhecida por seus movimentos pélvicos durante o ato sexual, ficando conhecida como la batidora cubana, numa cena para Mofos. Já trabalhou para Naughty America, Bang Productions and Brazzers e Jules Jordan Video.
Em setembro de 2013 ela anunciou, via twitter, que largaria a indústria pornô, após assistir o documentário "After Porn Ends", do diretor Bryce Wagoner.

## Filmes Perfil
- Ultimate Fuck Toy: Abella Anderson (2012) 3 cenas, Jules Jordan Video, dir.  Jules Jordan;[4]

## Prêmios e indicações
| Ano  | Cerimônia         | Resultado | Prêmio                                 | Trabalho                           |
| ---- | ----------------- | --------- | -------------------------------------- | ---------------------------------- |
| 2011 | NightMoves Awards | Venceu    | Best New Starlet (Fan's Choice)        |                                    |
| 2012 | AVN Awards        | Indicado  | Best New Starlet                       |                                    |
| 2012 | NIGHTMOVES        | Indicado  | Best Latina Performer                  |                                    |
| 2012 | XBIZ Awards       | Indicado  | New Starlet of the Year                |                                    |
| 2013 | AVN Awards        | Indicado  | Best Three-Way Sex Scene: G/B/B        | Ultimate Fuck Toy: Abella Anderson |
| 2013 | THE FANNYS        | Indicado  | Ethnic Performer of the Year           |                                    |
| 2013 | XBIZ Awards       | Indicado  | Best Scene - Gonzo/Non-Feature Release | Ultimate Fuck Toy: Abella Anderson |